# Вотерлу (Јужна Каролина)
Вотерлу (енгл. Waterloo) град је у америчкој савезној држави Јужна Каролина.

## Демографија
По попису из 2010. године број становника је 166, што је 37 (-18,2%) становника мање него 2000. године.
| Група             | 2000.       | 2010.      |
| Белци             | 86 (42,4%)  | 76 (45,8%) |
| Афроамериканци    | 114 (56,2%) | 87 (52,4%) |
| Азијати           | 0 (0,0%)    | 0 (0,0%)   |
| Хиспаноамериканци | 3 (1,5%)    | 0 (0,0%)   |
| Укупно            | 203         | 166        |